# Господин Димковић
Господин Димковић је југословенска телевизијски филм из 1979. године. Режију је урадио Сава Мрмак, а сценарио је писао Миленко Вучетић.

## Радња
Главни јунак ове ТВ драме је музичар и угледни грађанин Димковић који жели да у ратној ситуацији остане по страни. Тек када живот његове ћерке постане угрожен, он се поколеба, али његова акција долази прекасно.

## Улоге
| Глумац                     | Улога                     |
| -------------------------- | ------------------------- |
| Петар Краљ                 | Господин Љубомир Димковић |
| Милош Жутић                | Начелник културе Стојовић |
| Данило Лазовић             | Поручник Илија            |
| Мирјана Вукојичић          | Стефанија Димковић        |
| Олга Савић                 | Госпођа Димковић          |
| Горан Султановић           | Комуниста Бошко Лучић     |
| Драган Максимовић          | Иследник ОЗНЕ             |
| Бранко Цвејић              | Новинар Вељић             |
| Иван Бекјарев              | Начелник Аврамовић        |
| Дара Чаленић               | Лепа, Илијина тетка       |
| Ђорђе Јовановић            | Конобар                   |
| Драгољуб Гула Милосављевић | Саветник Прибаковић       |
| Љубомир Ћипранић           | Човек у затвору 1         |
| Мида Стевановић            | Човек у затвору 2         |
| Страхиња Мојић             | Службеник у полицији      |
| Јован Никчевић             | Агент 1                   |
| Љубо Шкиљевић              | Агент 2                   |
| Душан Петровић             | Алфировић                 |
| Олга Познатов              | Анђа, Бошкова мајка       |
| Бошко Пулетић              | Новинар Кошутић           |
| Столе Новаковић            | Доктор, Јевреј            |